# Meta (клавиша)
«Meta» (Meta key) — специальная клавиша на клавиатуре компьютера, которая используется для выполнения различных функций в различных операционных системах и программах. В различных контекстах «Meta» может выполнять различные действия в зависимости от программного обеспечения, в котором она используется.

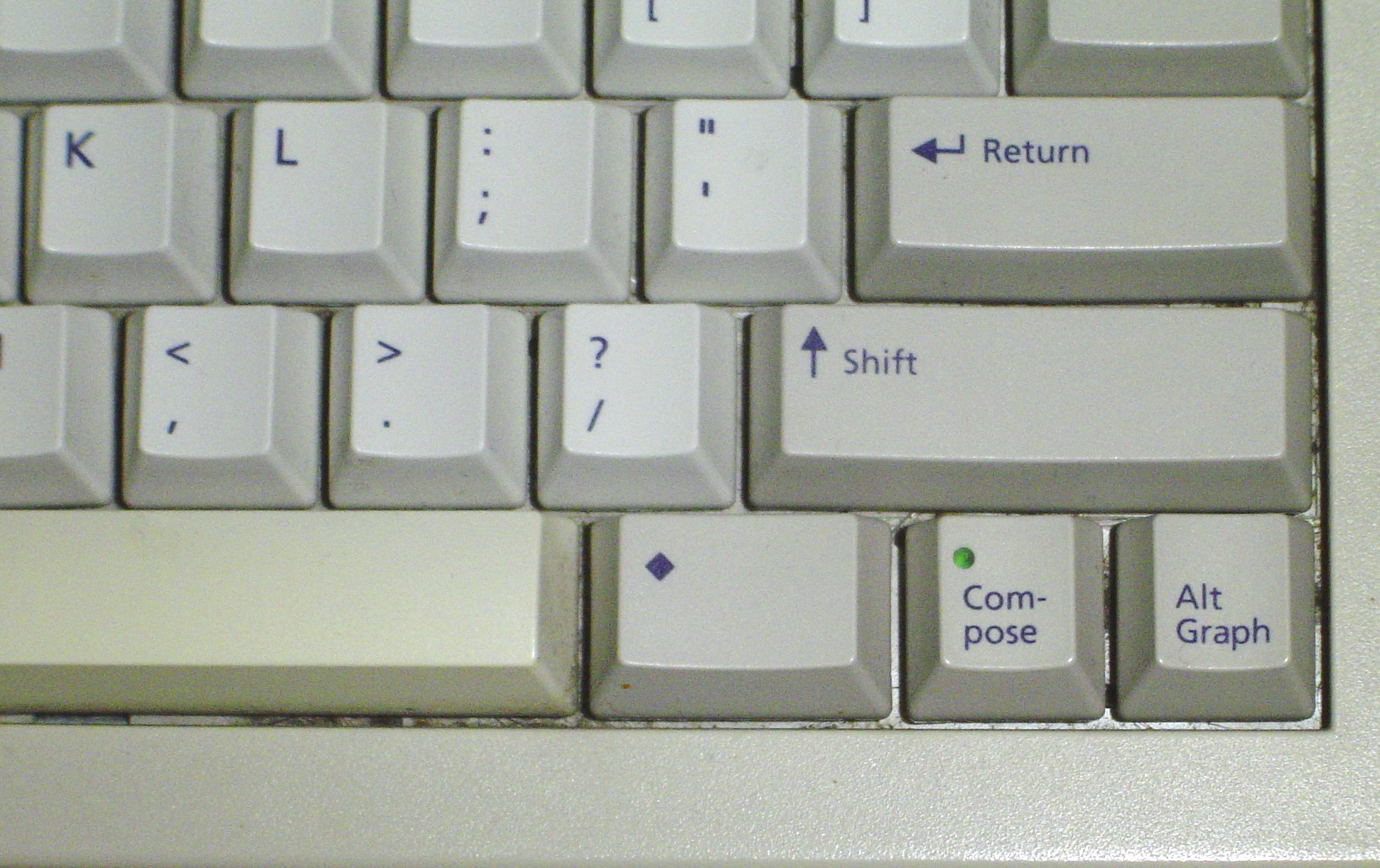
Sun клавиатура с Meta

На многих современных клавиатурах клавиша «Meta» также может быть обозначена как «Win» (Windows) на клавиатурах, предназначенных для использования с операционной системой Windows, или как «Command» (⌘) на клавиатурах, предназначенных для использования с операционной системой macOS.
В некоторых программах и операционных системах «Meta» может быть использована для вызова горячих клавиш, активации команд или выполнения определённых функций. В других случаях она может быть назначена пользователем для выполнения определённых действий в соответствии с их предпочтениями или требованиями программы.